# غوردة
غَوَرْدَة (بالبرتغالية: Guarda) بلدية برتغالية تقع في إقليم غوردة. يقدر عدد سكانها بـ 42,541 نسمة ومساحتها 712.10 كم2 .

## أعلام
- إيمانويل كوتو
- دايفيد رودريغوس
- أوقستو جيل